# 素晴しい旅行
「素晴しい旅行」（THE FREE TRAVEL）は、ザ・タイガースが1970年7月1日に発売したシングルである。

## 解説
グループにとって初の沢田研二作曲によるシングルであり、沢田は「シーサイド・バウンド」のリズムを参考にして作曲に打ち込んだという。A面・B面共にメンバー自身による作曲となった。2曲ともオリジナル・アルバムに準ずる編集盤『THE TIGERS AGAIN』に収録された。
オリコン最高位は15位、総売上は13.4万枚。

## 収録曲
1. 素晴しい旅行 (THE FREE TRAVEL)
  - 作詞:山上路夫／作曲:沢田研二／編曲:井上堯之
2. 散りゆく青春 (THE FALLING OF YOUTHFUL DAYS) 
  - 作詞:山上路夫／作曲:森本太郎／編曲:クニ河内